# Возничі
Возничі́ — село в Україні, у Словечанській сільській територіальній громаді Коростенського району Житомирської області. Чисельність населення становить 215 осіб (2001). У 1925—54 роках — адміністративний центр колишньої однойменної сільської ради.

## Географія
Село Возничі знаходиться за 50 км на північний захід від міста Овруч і за 3,5 км від українсько-білоруського кордону. Через село протікає річка Словечна — притока Прип'яті. До річки з обох боків підступають лісові болота, що далі тягнуться безперервно вздовж неї: Роги, Бабине, Кружева, Міхач-Граничне, Маньчине і Грибове, які поглинаються від півдня до півночі в районі села Возничі величезним урочищем Жереміна. За селом зустрічаються цілі комплекси денудованих барханів, розповсюджені скрізь польодовикові піски й руїни колишніх барханів, на півдні знаходяться Верпівська, Можарівська і Левківська гори Словечансько-Овруцького кряжу..
Наприкінці 70-х років був застосований план меліорації — осушення боліт. Змінено природне русло річки Словечна (в тому числі частина стоку річки Жолонь направлена в Словечну ще в 1961 році), осушені всі болота з південної-східної сторони села Возничі.

## Населення
У 1906 році в поселені проживало 219 мешканців, дворів — 45, у 1923 році — 572 жителі, дворів — 151.
Відповідно до результатів перепису населення СРСР, кількість населення станом на 12 січня 1989 року становила 287 осіб. Станом на 5 грудня 2001 року, відповідно до перепису населення України, кількість мешканців села становила 215 осіб.

## Історія

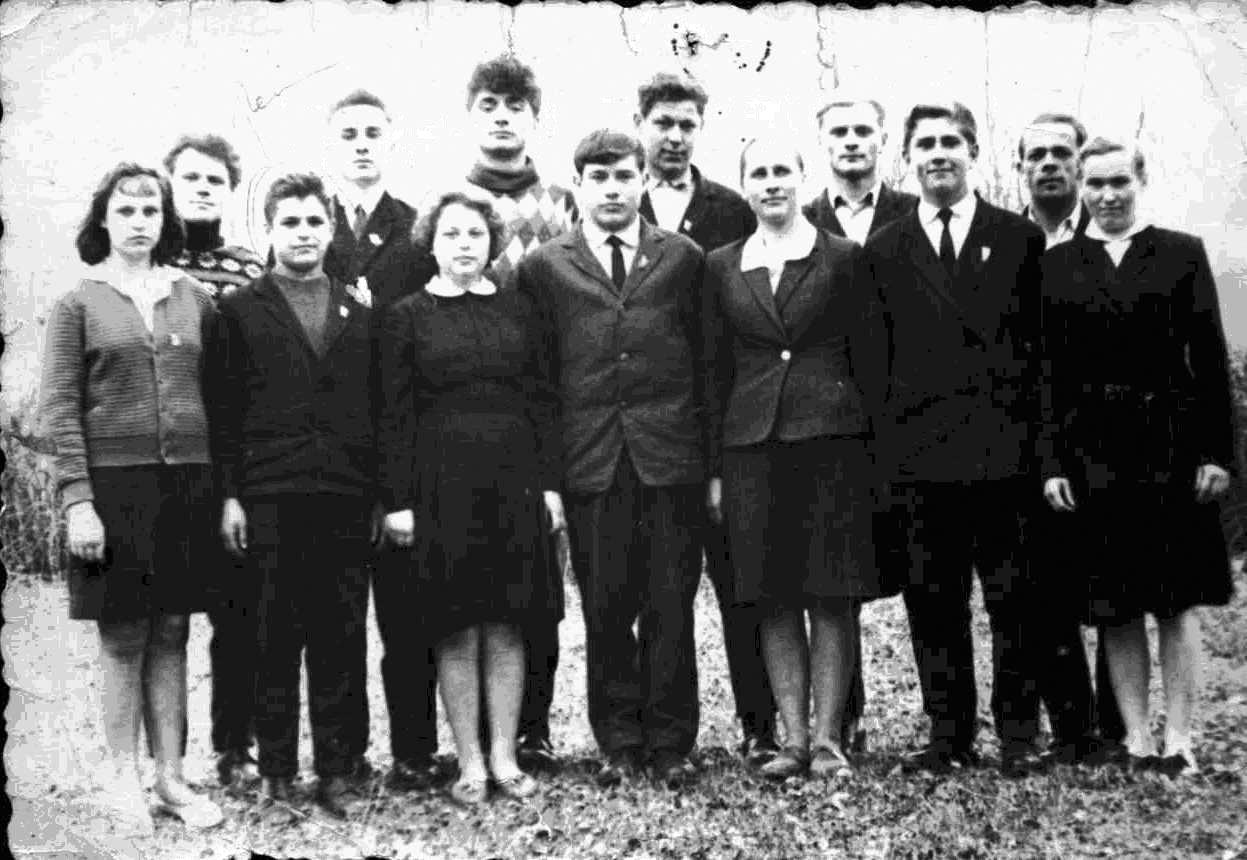
Вчителі і учні восьмирічної школи с. Возничі, початок 60-х років

Бєлова О. В. в науковій статті «Назви сіл Полісся і топонімічні наративи» на підставі матеріалів експедиції Павлової М. Р., наводить два рівноправних приклади народної топоніміки виникнення назви «Возничі»: 1. Колись одна хата була, так дід один жив. Його звали Вознич. Вознич — Возничі. 2. Пан говорив на жителів села вознич, а люди потім додали «і», і стало Возничі. Колись замок був, і всі люди з'їжджалися працювати туди. Возити — Возничі. Щонайменше від 15 століття навколишні землі заселені нащадками околичної шляхти родів Невмержицьких та Левківських.
У другій половині 19 століття — сільце Покалівської волості Овруцького повіту Волинської губернії, на річці Словечна. Входило до православної парафії у Левковичах, за 20 верст.
У 1906 році — хутір Покалівської волості (3-го стану) Овруцького повіту Волинської губернії. Відстань до повітового центру, м. Овруч, становила 47 верст, від волосного центру, села Покалів — 32 версти. Найближче поштово-телеграфне відділення розміщувалося в Овручі.
У 1923 році — хутір, включений до складу новоствореної Лучанківської сільської ради, яка, 7 березня 1923 року, увійшла до складу новоутвореного Словечанського району Коростенської округи. Розміщувався за 16 верст від районного центру, с. Словечне, та за 7 верст — від центру сільської ради, с. Лучанки. 21 жовтня 1925 року в селі створено окрему Возничівську сільську раду Словечанського району. 11 серпня 1954 року, внаслідок об'єднання сільських рад, село підпорядковане Лучанківській сільській раді Словечанського району. 30 грудня 1962 року, в складі сільської ради, увійшло до Овруцького району Житомирської області.

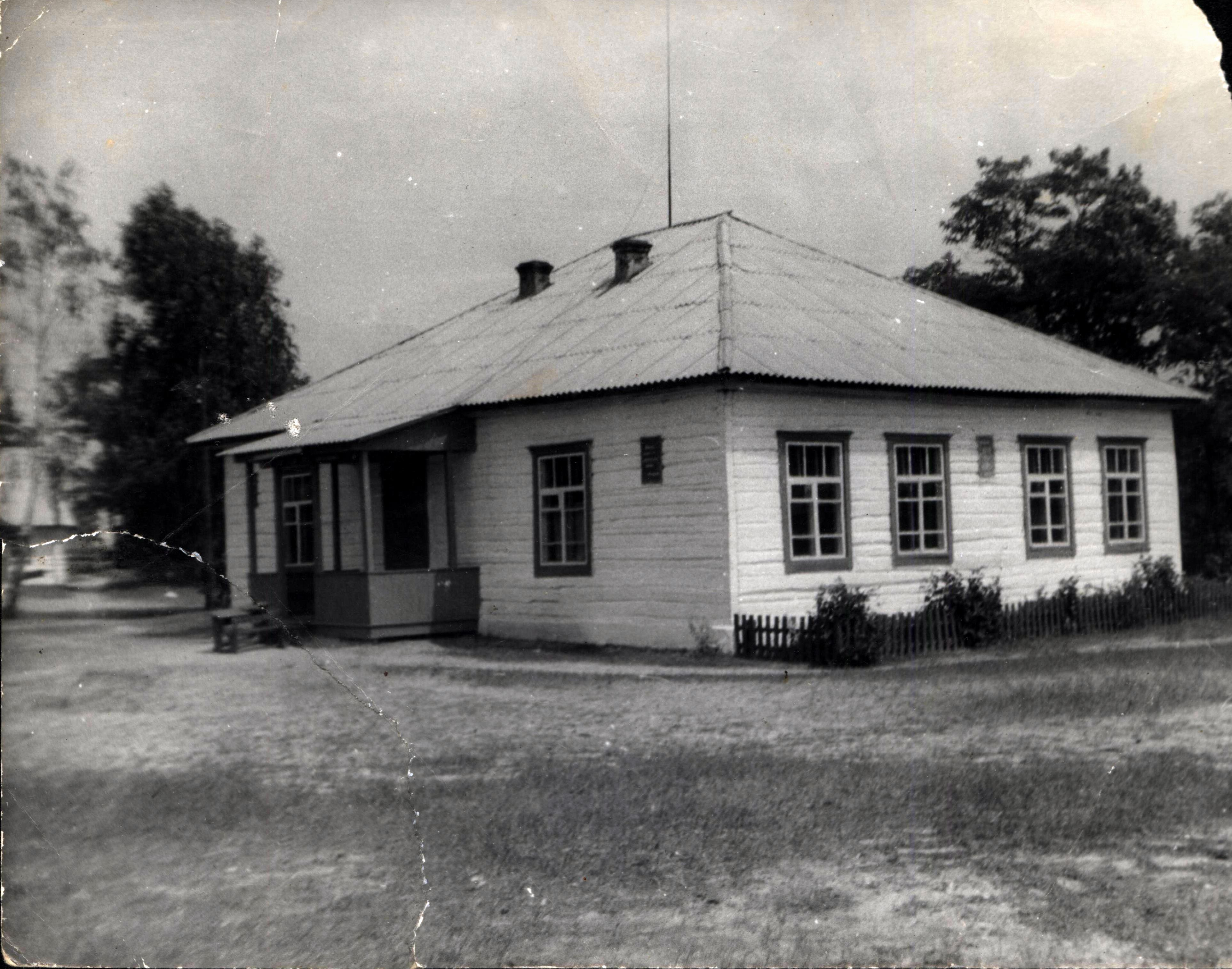
Восьмирічна школа с. Возничі, 1986 р.

У липні 1981 року в селі Возничі перебувала група студентів і випускників Московського державного університету імені М. В. Ломоносова під керівництвом М. Р. Павлової. Студенти зібрали тексти, билички, жнивні пісні, замовляння, духовний вірш про Цмока, сни.
23 липня 1991 року, відповідно до постанови Кабінету Міністрів Української РСР № 106 «Про організацію виконання постанов Верховної Ради Української РСР…», село віднесене до зони гарантованого добровільного відселення (третя зона) внаслідок аварії на Чорнобильській АЕС.
2015 року в селі відкрито пам'ятник — на гранітному п'єдесталі плита з написом «Возничі 1771» із зображенням замку-фортеці, а нижче — пам'ятна дошка з легендою виникнення села і зазначенням його перших жителів. Пам'ятник встановлено на в'їзді в село Возничі з боку села Мацьки. Ініціатором і спонсором спорудження пам'ятника виступив депутат Овруцької районної ради, директор Черевківської восьмирічної школи, Левківський Микола Іванович (уродженець села Возничі).
7 липня 2017 року включене до складу новоутвореної Словечанської сільської територіальної громади Овруцького району Житомирської області. Від 19 липня 2020 року, разом з громадою, у складі новоствореного Коростенського району Житомирської області.

## Відомі люди
- Левківський Віктор Сергійович (1965—2015) — капітан (посмертно) Збройних сил України, учасник російсько-української війни.